# Medinilla rubicunda
Medinilla rubicunda là một loài thực vật có hoa trong họ Mua. Loài này được (Jack) Blume mô tả khoa học đầu tiên năm 1831.